# Cari Q
 (octobre 2024).
Pour les articles homonymes, voir Cari et Q.
Cari Q, nom de scène de Cari Elizabeth Quoyeser, (née le 10 novembre 1990 à Houston) est une autrice-compositrice-interprète américaine.

## Biographie
Cari Quoyeser grandit à Houston, au Texas. Elle est élève du Stratford High School. Cari est titulaire d'une licence en histoire de l'Université du Texas à Austin, dont elle obtient le diplôme en 2013. En 2022, Quoyeser obtient un Master of Business Administration de la Bologna Business School.
Cari commence sa carrière musicale en tant que chanteuse principale et guitariste rythmique du groupe Suburban Warfare, basé à Houston, début 2009. Le Cari Quoyeser Band fait ses débuts sur scène au Fitzgerald's à Houston, le 25 juin 2010. Cari lance aussi un projet solo, Cari Q, en enregistrant son premier album solo Blueprints to Infinity en 2012 aux SugarHill Recording Studios.
En 2009, Suburban Warfare apparaît dans Soundcheck de NPR avec Ben Folds.
En tant qu'artiste solo, Cari Q est présente au South by Southwest en mars 2010. De 2011 à 2013, Cari se produit en tant que chanteuse avec les Houston Texans Cheerleaders, en particilier lors de la soirée du draft de la NFL 2011.
Cari participe à American Idol (saison 11) dans un épisode diffusé en janvier 2012.
En 2014, Cari Q entame une tournée européenne, se produisant notamment en Israël, à la Fête de la Musique 2014 en France. En 2017, elle fait partie de la programmation de l'Edinburgh Festival Fringe.
De 2012 à 2018, Cari vit et joue à Austin (Texas). Elle joue au Heart of Texas Rockfest 2015, une vitrine pour les artistes locaux non signés lors du festival annuel de musique SXSW. En 2018, Cari déménage d'Austin pour Belfast, en Irlande du Nord.
Après avoir obtenu son MBA en 2021, Cari rejoint Musixmatch en tant que Community Manager des artistes. En 2022, Cari Quoyeser fonde le podcast The Mix, où elle interviewe des artistes et discute des tendances importantes de la musique et de la technologie. Elle réside alors à Bologne, en Italie, où elle fait une pause dans l'enregistrement et les concerts pour travailler sur l'écriture de chansons.

## Discographie
Albums
- Blueprints to Infinity (2012)
- Driftwork Sound Sessions (2019)

Singles
- Fall of Rome (2015)
- Byzantium (2019)
- When You're Around (2020)
- Kill Me Twice (2020)
- Negev (2020)